# Джаяварман VI
Джаяварман VI (кхмер. ជ័យវរ្ម័នទី៦) — правитель Кхмерської імперії.

## Правління
Достовірно відомо, що Джаяварман VI правив лише північною частиною сучасної Камбоджі. Значну увагу приділяв релігійним центрам, утім його правління не пов'язують з будівництвом жодного пам'ятника, за винятком храму Пхімай (нині територія Таїланду).